# Lauren Lindsey Donzis
Lauren Lindsey Donzis (* 28. Juli 2004 in Los Angeles, Kalifornien) ist eine US-amerikanische Schauspielerin. Bekanntheit erlangte sie durch ihre Rolle als Ruby in der Disney-Channel-Serie Liv und Maddie.

## Leben
Donzis war im Alter von sieben Jahren erstmals in einer Werbekampagne für Round Table Pizza zu sehen und diente seitdem auch als Werbegesicht für Amazon, Allstate und Verizon Fios.
Ihre erste Schauspielrolle hatte Donzis im Jahr 2015 als Sadie in der Disney-Channel-Serie Austin & Ally.
Seitdem hatte sie weitere Nebenrollen, unter anderem in der Fernsehserie Best Friends – Zu jeder Zeit. Von 2016 bis 2017 spielte sie als Ruby in Liv und Maddie ihre erste Hauptrolle.

## Filmografie
- 2015: Austin & Ally (Fernsehserie, Episode 4x09)
- 2015: Best Friends – Zu jeder Zeit (Best Friends Whenever, Fernsehserie, 2 Episoden)
- 2015: The Perfect Stanleys (Fernsehfilm)
- 2015: No She Wasn’t (Kurzfilm)
- 2016–2017: Liv und Maddie (Liv and Maddie, Fernsehserie, 15 Episoden)
- 2019: Nick für ungut (No Good Nick, Fernsehserie)